# Husby-Lyhundra landskommun
Husby-Lyhundra landskommun var en tidigare kommun i Stockholms län. 

## Administrativ historik
Landskommunen bildades 1863 ur Husby-Lyhundra socken i Lyhundra härad i Uppland. Den 1 januari 1886 (enligt beslut den 17 april 1885) ändrades namnet från Husby landskommun till Husby-Lyhundra landskommun. Innan ändringen hade dock bruket av namnet Husby-Lyhundra redan förekommit.
Vid kommunreformen 1952 uppgick denna landskommun i Sjuhundra landskommun. Samtidigt ändrades församlingen och socknen namn till Husby-Sjuhundra. Sjuhundra landskommun uppgick 1967 i Rimbo landskommun  som 1971 uppgick i Norrtälje kommun.

## Politik

### Mandatfördelning i valen 1938-1946
| 1 | 6 | 8 |

| 14 |

| 5 | 5 | 5 |

| 13 |

| 1 | 5 | 6 | 3 |

| 15 |